# Aminoacid esențial
Un aminoacid esențial este un aminoacid care nu poate fi produs de către corp, și de aceea trebuie obținut prin alimentație.

## Esențialitate
| Esențial     | Neesențial **  |
| ------------ | -------------- |
| Histidină    | Alanină        |
| Izoleucină   | Arginină*      |
| Leucină      | Acid aspartic  |
| Lizină       | Cisteină*      |
| Metionină    | Acid glutamic  |
| Fenilalanină | Glutamină*     |
| Treonină     | Glicină*       |
| Triptofan    | Prolină*       |
| Valină       | Serină*        |
|              | Tirozină*      |
|              | Asparagină*    |
|              | Selenocisteină |

(*) Esențial doar în unele cazuri.
(**) Pirolizina, câteodată considerat al 22-lea aminoacid, nu este listat aici din moment ce nu este folosit de către om. 
Eucariotele pot sintetiza unii dintre aminoacizi din alte substanțe. Prin urmare, doar o mică parte aminoacizii folosiți în sinteza proteică sunt nutrienți esențiali.